# آتونالیته

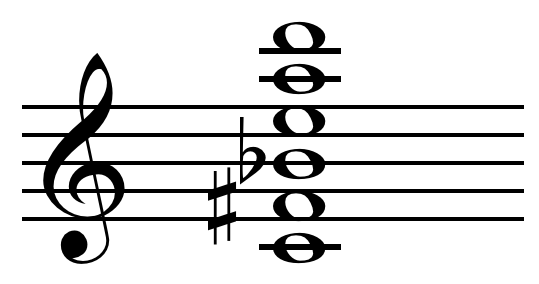
آکورد عرفانی الکساندر اسکریابین

آتونالیته (فرانسوی: Atonalité‎) یا موسیقی آتونال (فرانسوی: Musique atonale‎) در عمومی‌ترین تعریفش به موسیقی فاقد تونالیته مرکزی یا کلید گفته می‌شود که تقریباً از سال ۱۹۰۸ میلادی تاکنون رواج داشته است. در این نوع موسیقی از به‌کارگیری سلسله‌مراتب نواک‌ها حول یک نت پایه پرهیز شده و نت‌های گام کروماتیک کارکردی مستقل دارند. به عبارت دیگر، موسیقی آتونال شکلی از موسیقی است که به نظام تونال -که بنیان موسیقی کلاسیکِ اروپایی رایج بین سده‌های هفدهم تا نوزدهم را شکل می‌داده- پشت پا زده و بر پایهٔ توالی بدیعی از نواک‌ها و نیز ترکیب آن‌ها در محیط‌های ناآشنا بنا می‌شود.
موسیقی‌دانان برجسته‌ای از اواخر قرن نوزدهم و اوایل قرن بیستم آثاری آفریده‌اند که جزئاً یا تماماً آتونالند؛ هنرمندانی همچون الکساندر اسکریابین، کلود دبوسی، بلا بارتوک، پل هیندمیت، سرگئی پروکفیف، ایگور استراوینسکی و ادگار وارز. اما برجسته‌ترین نمایندهٔ موسیقی آتونال آرنولد شونبرگ است که خود او کاربرد این اصطلاح را برای توصیف آثارش نمی‌پذیرفت.